# Argos Volley 2019-2020
Questa voce raccoglie le informazioni riguardanti l'Argos Volley nelle competizioni ufficiali della stagione 2019-2020.

## Organigramma societario
Area direttiva
- Presidente: Enrico Vicini
- Vicepresidente: Ubaldo Carnevale
- General manager: Admirim Lami (fino al 28 febbraio 2020)
- Magazzino: Viktoria Guchgeldyeva
- Consulente legale: Mario Cioffi
- Interprete: Pamela Cellupica
- Settore giovanile: Mario Pica

Area tecnica
- Allenatore: Maurizio Colucci
- Allenatore in seconda: Simone Roscini
- Assistente allenatore: Ottavio Conte
- Scout man: Stefano Frasca
- Video man: Franco Vicini
- Allenatore settore giovanile: Luca Bonaiuti, Martina Cancelli, Vittorio Giacchetti, Chiara Ottaviani, Salvatore Pica, Luca Vermiglio
- Responsabile settore giovanile: Alessandro Tiberia

Area comunicazione
- Responsabile comunicazione e immagine: Rosario Capobianco
- Ufficio stampa: Carla De Caris
- Ufficio stampa settore giovanile: Roberta Velocci
- Speaker: Pietro Di Alessandri
- Fotografo: Claudia Di Lollo, Matteo Ricci, Giovanni Tomaselli
- Manager del pubblico: Patrizio Pandozzi
- Webmaster: Laura di Manno
- Telecronista: Angelo Battisti
- Responsabile progetto scuola: Antonella Evangelista
- Responsabile progetto: Orlando Polsinelli

Area marketing
- Ufficio marketing: Carla De Caris, Valeriano Velocci
- Biglietteria: Ylenia Caringi, Elena Khvan
- Responsabile attività promozionale: Carlo Saccucci

Area sanitaria
- Medico: Elvio Quaglieri
- Preparatore atletico: Giacomo Paone
- Fisioterapista: Antonio Ludovici
- Ortopedico: Raffaele Cortina
- Massaggiatore: Luigi Duro
- Natrizionista: Daniela Capobianco

## Rosa
| N° | Nome                 | Ruolo | Data di nascita | Nazionalità sportiva |
| -- | -------------------- | ----- | --------------- | -------------------- |
| 1  | Manuel Alfieri       | P     | 20 maggio 1998  | Italia               |
| 2  | Alessandro Sorgente  | L     | 4 dicembre 1993 | Italia               |
| 4  | Edoardo Caneschi     | C     | 26 gennaio 1997 | Italia               |
| 5  | Kupono Fey           | S     | 21 gennaio 1995 | Stati Uniti          |
| 7  | João Rafael Ferreira | S     | 17 marzo 1993   | Brasile              |
| 8  | Stijn van Tilburg    | S     | 7 aprile 1996   | Paesi Bassi          |
| 9  | Branimir Grozdanov   | S     | 21 maggio 1994  | Bulgaria             |
| 12 | Simone Scopelliti    | C     | 6 aprile 1994   | Italia               |
| 14 | Pierpaolo Mauti      | L     | 1 marzo 1995    | Italia               |
| 16 | Roberto Battaglia    | S     | 15 maggio 2000  | Italia               |
| 17 | Radzivon Miskevič    | O     | 22 aprile 1995  | Bielorussia          |
| 18 | Gabriele Di Martino  | C     | 20 luglio 1997  | Italia               |
| 26 | Mattia Farina        | S     | 7 maggio 2001   | Italia               |
| 77 | Murilo Radke         | P     | 31 gennaio 1989 | Brasile              |

## Mercato
| Acquisti | Acquisti            | Acquisti           | Acquisti   |
| R.       | Nome                | da                 | Modalità   |
| -------- | ------------------- | ------------------ | ---------- |
| P        | Manuel Alfieri      | Top Volley Lamezia | definitivo |
| S        | Roberto Battaglia   | Callipo            | definitivo |
| S        | Branimir Grozdanov  | Arago de Sète      | definitivo |
| O        | Radzivon Miskevič   | Ural               | definitivo |
| P        | Murilo Radke        | Arkas              | definitivo |
| C        | Simone Scopelliti   | New Mater          | definitivo |
| L        | Alessandro Sorgente | Tuscania           | definitivo |
| S        | Stijn van Tilburg   | Hawaii             | definitivo |

| Cessioni | Cessioni             | Cessioni         | Cessioni   |
| R.       | Nome                 | a                | Modalità   |
| -------- | -------------------- | ---------------- | ---------- |
| O        | Willian Bermudez     | Al-Hilal         | definitivo |
| L        | Federico Bonami      | BluVolley Verona | definitivo |
| C        | Davide Esposito      | New Mater        | definitivo |
| S        | João Rafael Ferreira | Tours            | definitivo |
| P        | Michał Kędzierski    | Czarni Radom     | definitivo |
| P        | Federico Marrazzo    | Genzano          | definitivo |
| S        | Rasmus Nielsen       | Maaseik          | definitivo |
| O        | Dušan Petković       | Skra Bełchatów   | definitivo |
| S        | Karol Rawiak         | Lechia           | definitivo |

## Risultati

### Superlega

#### Girone di andata
| 1ª giornata - 20 ottobre 2019 PalaOlimpia, Verona                | BluVolley Verona   | 3 - 0 | Argos              | 25-19, 25-20, 25-17               |
| 2ª giornata - 27 ottobre 2019 PalaCoccia, Veroli                 | Argos              | 1 - 3 | Porto Robur Costa  | 16-25, 27-29, 25-18, 17-25        |
| 3ª giornata - 7 novembre 2019 PalaPanini, Modena                 | Modena             | 3 - 0 | Argos              | 25-10, 25-18, 25-15               |
| 4ª giornata - 10 novembre 2019 PalaCoccia, Veroli                | Argos              | 0 - 3 | Padova             | 21-25, 23-25, 15-25               |
| 5ª giornata - 13 novembre 2019 PalaCalafiore, Reggio Calabria    | Callipo            | 0 - 3 | Argos              | 14-25, 22-25, 25-27               |
| 7ª giornata - 20 novembre 2019 PalaCoccia, Veroli                | Argos              | 1 - 3 | Top Volley Latina  | 20-25, 22-25, 25-23, 23-25        |
| 8ª giornata - 24 novembre 2019 PalaCoccia, Veroli                | Argos              | 1 - 3 | Powervolley Milano | 26-24, 18-25, 17-25, 18-25        |
| 9ª giornata - 27 novembre 2019 PalaEvangelisti, Perugia          | Sir Safety Perugia | 3 - 0 | Argos              | 25-15, 25-21, 25-19               |
| 10ª giornata - 1º dicembre 2019 PalaCoccia, Veroli               | Argos              | 2 - 3 | You Energy         | 15-25, 25-23, 25-23, 21-25, 14-16 |
| 11ª giornata - 7 dicembre 2019 PalaPiantanida, Busto Arsizio     | Milano             | 3 - 0 | Argos              | 25-22, 25-15, 25-15               |
| 12ª giornata - 15 dicembre 2019 PalaCoccia, Veroli               | Argos              | 0 - 3 | Trentino           | 20-25, 21-25, 16-25               |
| 13ª giornata - 23 ottobre 2019 PalaCivitanova, Civitanova Marche | Lube               | 3 - 0 | Argos              | 25-18, 25-23, 25-23               |

#### Girone di ritorno
| 14ª giornata - 26 dicembre 2019 PalaCoccia, Veroli                        | Argos              | 1 - 3 | BluVolley Verona   | 20-25, 24-26, 25-21, 11-25        |
| 15ª giornata - 15 gennaio 2020 PalaDeAndré, Ravenna                       | Porto Robur Costa  | 3 - 2 | Argos              | 25-19, 21-25, 21-25, 25-23, 15-10 |
| 16ª giornata - 19 gennaio 2020 PalaCoccia, Veroli                         | Argos              | 0 - 3 | Modena             | 13-25, 19-25, 20-25               |
| 17ª giornata - 26 gennaio 2020 PalaSanLazzaro, Padova                     | Padova             | 3 - 1 | Argos              | 20-25, 25-14, 25-18, 25-23        |
| 18ª giornata - 2 febbraio 2020 PalaCoccia, Veroli                         | Argos              | 0 - 3 | Callipo            | 21-25, 19-25, 20-25               |
| 20ª giornata - 9 febbraio 2020 Palazzetto dello Sport, Cisterna di Latina | Top Volley Latina  | 3 - 1 | Argos              | 25-15, 25-23, 24-26, 25-18        |
| 21ª giornata - 16 febbraio 2020 PalaLido, Milano                          | Powervolley Milano | 3 - 1 | Argos              | 25-20, 25-22, 22-25, 25-16        |
| 22ª giornata - 18 marzo 2020 PalaCoccia, Veroli                           | Argos              | -     | Sir Safety Perugia | annullata                         |
| 23ª giornata - 8 marzo 2020 PalaBanca, Piacenza                           | You Energy         | 3 - 0 | Argos              | 25-0, 25-0, 25-0                  |
| 24ª giornata - 15 marzo 2020 PalaCoccia, Veroli                           | Argos              | -     | Milano             | annullata                         |
| 25ª giornata - 2 marzo 2020 PalaTrento, Trento                            | Trentino           | 3 - 0 | Argos              | 25-21, 25-18, 25-17               |
| 26ª giornata - 29 marzo 2020 PalaCoccia, Veroli                           | Argos              | -     | Lube               | annullata                         |

## Statistiche

### Statistiche di squadra
| Competizione | Punti | In casa | In casa | In casa | In trasferta | In trasferta | In trasferta | Totale | Totale | Totale |
| Competizione | Punti | G       | V       | P       | G            | V            | P            | G      | V      | P      |
| ------------ | ----- | ------- | ------- | ------- | ------------ | ------------ | ------------ | ------ | ------ | ------ |
| Superlega    | 2     | 9       | 0       | 9       | 12           | 1            | 11           | 21     | 1      | 20     |
| Totale       | -     | 9       | 0       | 9       | 12           | 1            | 11           | 21     | 1      | 20     |

G = partite giocate; V = partite vinte; P = partite perse